# Albert Marcœur
Albert Marcœur (* 12. Dezember 1947 in Dijon) ist ein französischer Komponist, Sänger, Multiinstrumentalist (Klarinette, Saxophon, Flöte, Schlagzeug, Percussion, Tasteninstrumente, Küchengeräte, Flaschen) und Autor.

## Leben

### Die frühen Jahre
Marcœur studierte Klarinette am Conservatoire National de Musique et de Danse de Dijon bei Roger Desoomer. Er beteiligte sich aktiv an verschiedenen lokalen bzw. Schul-Rock'n'Roll-Bands. Seine erste Band The Jazz Babies hatte 1963 ihren ersten Auftritt. 1965 gründete er The Lake's Men. Hier entwickelte sich der Wunsch, „eigene Musik zu schreiben, eigene Platten aufzunehmen, sonst nichts“.

### Seit 1970
Mit der Gruppe Kapak arbeitete er ab 1970 als Hausmusiker im Studio Frémontel (Le Fidelaire, 27 190 Eure). Der Studiobesitzer Jaques Dejean brauchte Musiker vor Ort, um seinen Kunden das Arbeiten zu erleichtern. Hier arbeiteten Künstler wie Jean-Luc Ponty, Stéphane Grappelli, Philip Catherine, Pierre Bensusan, Johnny Hallyday u. a. Fanden keine Studioaufnahmen statt, konnten sie dort komponieren und Stücke aufnehmen. Hier sammelte Marcœur umfangreiche Erfahrungen im Mehrspuraufnahmeverfahren und in Studio-Technik.
1974 veröffentlichte er sein erstes Soloalbum Albert Marcœur. Auch sein zweites Album Album a colorier (1976) veröffentlichte er auf dem Label Atlantic/WEA.
Als Symbolfigur und Ikonoklast des Avantgarde-Rock wurde er immer wieder der „Frank Zappa Frankreichs“ genannt. Das liegt aber eher daran, dass er weder Parteigänger noch klassifizierbar ist, auf seine Freiheit achtet und hohe Ansprüche an sich und seine Musik stellt. Auch seine Vorliebe für Klangexperimente und vertrackte Rhythmen und Melodien tragen zu diesem Vergleich bei. So sind beispielsweise im Stück SIMONE auf dem Debütalbum die Stimmen alto bottles und bass bottles gesetzt.
Neben Arrangements für Dick Annegarn (Mireille und Anticyclone) komponiert Marcœur für Film (Deux lions au soleil von Claude Farraldo, Un tour de manège von Pierre Pradinas, Le Pressentiment von Jean-Pierre Darroussin…) und Theater, Musik- und Tanzdarbietungen (Georges Appaix, Alain Gautré et la Cie du Chapeau Rouge…). Er arbeitete auch mit Comic-Zeichnern wie Frank Margerin und Stéphane Blanquet & Olive (Mon placard) zusammen.
1992 kreierte Albert Marcœur sein eigenes Musiktheater Sports et percussions, das 1994 auch als Platte veröffentlicht wurde. Später konzentrierte er sich auf die Komposition und Aufnahme der Alben Plusieurs cas de figure, L'Apostrophe (mit Gary Lucas, François Ovide) und Travaux Pratiques.
Mit seinen Brüdern Claude und Gérard, die seit seinem ersten Album an seinen Aufnahmen und Auftritten beteiligt sind, gründete Albert Marcœur sein eigenes Label Label Frères, das ihm die Unabhängigkeit von der Musikindustrie ermöglicht.

## Diskografie
- 1974: Albert Marcoeur, Label Frères, re-released 2001
- 1976: Album à colorier, Label Frères, re-released 2002
- 1979: Armes et cycles, Label Frères, re-released 2003
- 1984: Celui où y'a Joseph, Label Frères, re-released 2004
- 1990: Ma vie avec elles, Label Frères, re-released 2007
- 1994: Sports et percussions, Concord
- 1998: m, a, r et cœur, comme cœur, FRP Music
- 2001: Plusieurs cas de figure, Label Frères
- 2005: L'Apostrophe, Label Frères
- 2006: Bus 24, DVD, Label Frères
- 2008: Travaux Pratiques, Label Frères

## Filmmusik
- 1980: Zwei Löwen in der Sonne (Deux Lions au soleil) von Claude Faraldo
- 1981: Douce enquête sur la violence von Gérard Guérin
- 1989: Un tour de manège von Pierre Pradinas
- 1991: Un enfoiré et quelques connards nach Zeichnungen von Frank Margerin
- 1998: Mon placard von Blanquet & Olive (Animationsfilm)
- 2006: Le Pressentiment von Jean-Pierre Darroussin